# Eugeen Moriau
Eugeen Jozef Moriau (Watermaal-Bosvoorde, 4 maart 1906 - Aalst, 6 juli 1973) was een Belgisch volksvertegenwoordiger.

## Levensloop
Moriau was een zoon van Jozef Moriau en Maria Verhoeven. Hij trouwde in 1932 in Aalst en het echtpaar kreeg vier kinderen.
Vanaf 1919 was hij tewerkgesteld als ijzerbewerker. In 1922 werkte hij als orgelmaker en vanaf 1922 als garnierder.
Vanaf 1924 was hij lid van de KAJ en werd voorzitter van de afdeling Bosvoorde. In 1929 werd hij lid van de KWB en van de CM. In 1931 werd hij secretaris van het ACV voor het arrondissement Aalst en hij kreeg de gelegenheid te gaan studeren aan de Sociale School in Heverlee, waar hij in 1933 een diploma van maatschappelijk assistent bekwam.
Bij het begin van de Tweede Wereldoorlog was hij betrokken bij de oprichting van de collaboratiegezinde Unie van Hand- en Geestesarbeiders, maar trok zich hieruit tijdig terug.
Van 1942 tot 1944 was hij gewestelijk secretaris van de Katholieke Middenstandsbond Gewest Aalst en secretaris van de Brood- en Pasteibakkersbond voor ditzelfde gewest.
In 1944-45 behoorde hij tot de plaatselijke stichters van de CVP en werd er ondervoorzitter van het bestuur. Van 1945 tot 1954 was hij arrondissementsvoorzitter.
Hij werd in 1946 verkozen tot CVP-volksvertegenwoordiger voor het arrondissement Aalst, een mandaat dat hij vervulde tot in 1965.